# メトロ (トゥールーズ)
トゥールーズ・メトロ（フランス語: Métro de Toulouse）は、フランスのトゥールーズで運行されている地下鉄。現在2路線で構成されている。1993年に開業。運営はティセオによって行われている。車内アナウンスにはフランス語の他、地方言語であるオック語も用いられている。

## 歴史
- 1983年 市議会で2路線の地下鉄建設を決定
- 1985年 ヴェイキュロトマティクレジェ方式の採用が決定
- 1989年 A線の建設開始
- 1993年 A線開業
- 1997年 A線の延伸とB線建設の調査開始
- 2001年 A線延伸とB線建設の工事開始
- 2002年 A線の延伸区間が開業
- 2007年 B線開業
- 2028年 3路線目の地下鉄である、C線（トゥールーズ・エアロスペース・エクスプレス）が開業予定[2]。

## 路線

### 現行路線
現在2路線37駅から構成されている。
| 路線 | 路線 | 開業年 | キロ程 | 駅数 | 区間                                   |
| ---- | ---- | ------ | ------ | ---- | -------------------------------------- |
|      | A線  | 1993年 | 12.5km | 18   | バッソ＝カンボ駅 〜 バルマ・グラモン駅 |
|      | B線  | 2007年 | 15.7km | 20   | ボルデルージュ駅 〜 ラモンヴィル駅     |

### 建設中
現在、C線（トゥールーズ・エアロスペース・エクスプレス）の開業に向けた工事が行われている。
| 路線 | 路線 | 開業予定 | キロ程 | 駅数 | 区間                     |
| ---- | ---- | -------- | ------ | ---- | ------------------------ |
|      | C線  | 2028年   | 27km   | 21   | コロミエ駅 〜 ラベジェ駅 |